# Resourcesat-1
RESOURCESAT-1 (также известный как IRS-Р6) — это усовершенствованный спутник дистанционного зондирования, построенный индийской организацией космических исследований (ИСРО). Десятый спутник ИСРО в серии IRS — RESOURCESAT-1 разработан для продолжения работы с помощью IRS-1C и IRS-1D, но позволяет собирать данные с более высоким качеством.

## Запуск
1360 килограммовый RESOURCESAT-1 был запущен на высоту 817 км, на полярную солнечно-синхронную орбиту. Это восьмой полёт Индийской Полярной спутниковой ракеты-носителя (PSLV-C5).

## Оборудование
RESOURCESAT-1 несет три камеры подобно спутникам IRS-1C и IRS-1D, но с улучшенным пространственным разрешением. Новый аппарат оснащен усовершенствованным сканером LISS-4, позволяющим получать изображения Земли с пространственным разрешением 5,8 м как в моно, так и в мультиспектральном режимах с повышенным радиометрическим качеством, а также сканером нового поколения AWiFS, который предоставляет уникальную возможность получать изображения с разрешением 55 м в полосе шириной 740 км с периодичностью 1 раз в 5 суток. Также на спутнике установлен уже известный российским пользователям по КА IRS-1C/1D сканер LISS-3.
| Спектральная Полоса | Длина волны     | Разрешение |
| ------------------- | --------------- | ---------- |
| Группа 1            | 0.52 - 0.59 мкм | 24 м       |
| Группа 2            | 0.62 - 0.68 мкм | 24 м       |
| Группа 3            | 0.77 - 0.86 мкм | 24 м       |
| Группа 4            | 1.55 - 1.70 мкм | 24 м       |

| Спектральная Полоса | Длина волны     | Разрешение |
| ------------------- | --------------- | ---------- |
| Группа 1            | 0.52 - 0.59 мкм | 56 м       |
| Группа 2            | 0.62 - 0.68 мкм | 56 м       |
| Группа 3            | 0.77 - 0.86 мкм | 56 м       |
| Группа 4            | 1.55 - 1.70 мкм | 56 м       |

RESOURCESAT-1 также несет в себе жесткий накопитель с мощностью 120 Гигабит, чтобы хранить фотографии, снятые камерами, которые могут быть просмотрены позже на наземных станциях.